# Surfside Beach (Caroline du Sud)
Pour les articles homonymes, voir Surfside Beach.
Surfside Beach est un village américaine située dans le comté de Horry dans l'État de Caroline du Sud. En 2020, sa population était de 4 155 habitants.

## Démographie
| 1970  | 1980  | 1990  | 2000  | 2010  | 2020  |
| ----- | ----- | ----- | ----- | ----- | ----- |
| 1 329 | 2 522 | 3 845 | 4 425 | 3 837 | 4 155 |